# Глізе 667 Cd
Ґлізе 667 Cd  (Gliese 667 Cd або GJ 667 Cd)— екзопланета за межами оптимальної для життя зони біля зірки Ґлізе 667 C в потрійній системі Ґлізе 667. Розташована завдальшки ~ 22,7 (за іншими відомостями - 23,6) світлового року від Землі.
Існування цього небесного тіла було вираховано й проанонсовано 21 листопада 2011 року й підтверджено рік потому за допогомою спектрографа HARPS 3,6-метрового телескопа Європейської південної обсерваторії на горі Ла-Сілья в Чилі.

## Характеристики
Що екзопланета перебуває за межами життєвої зони свого світила, вона отримує від нього мало тепла. Це крижаний світ: за підрахунками вчених температура його поверхні — від 167 K (при альбедо 0,3) до 206 K (за наявності атмосфери, подібної до земної), середня — -67 °C. За індексом подібності до Землі Ґлізе 667 Cd має рівень 46,8%. Було висловлено припущення, що екзопланета може мати під товстим шаром льоду океани.

## Орбіта
Планета обертається навколо червоного карлика Ґлізе 667 C, що є компонентом потрійної зорі Ґлізе 667 завдальшки 0,28 а.о. Її орбітальний період становить 92,1 земної доби.

## Виноски
1. ↑  A Nearby Star with Three Potentially Habitable Worlds [Архівовано 5 вересня 2019 у Wayback Machine.] 25 червня 2013 року
2. ↑  A dynamically-packed planetary system around GJ 667C with three super-Earths in its habitable zone [Архівовано 30 червня 2013 у Wayback Machine.] Astronomy & Astrophysics

## Зовнішні посилання
- A dynamically-packed planetary system around GJ667C with three super-Earths in its habitable zone [Архівовано 22 лютого 2014 у Wayback Machine.] Guillem Anglada-Escudé